# マルガレーテ・フォン・エスターライヒ (1536-1567)
マルガレーテ・フォン・エスターライヒ（Erzherzogin Margarethe von Österreich, 1536年2月16日 - 1567年3月12日）は、神聖ローマ皇帝フェルディナント1世の娘で、ハル女子修道院（Haller Damenstift）の共同創立者。

## 生涯
フェルディナント1世とその妻でハンガリー王・ボヘミア王ウラースロー2世の娘アンナの間の第9子、七女として生まれた。当時の王女としては比較的質素に育てられ、厳格なカトリック教育を受けた。1550年、アウクスブルクで開かれた帝国議会に際し、父フェルディナントとその兄妹である皇帝カール5世、ハンガリー前王妃マリアが次期皇帝の選定問題について交渉を行っていた。このときマリアは兄弟の仲裁役として、フェルディナントの娘マルガレーテとカールの息子フェリペ（後のスペイン王フェリペ2世）との縁組によるスペイン系とオーストリア系の対立の解消を提案した。しかしこの提案は選定問題に決着がつくと忘れられた。
マルガレーテは父皇帝の死後、自分と同じ未婚だった姉マグダレーナ、妹ヘレーナと一緒にハル・イン・チロルに移って女子修道院を開いたが、1年後に死去した。死去当時はまた修道院や教会など施設建物も完成しておらず、遺骸は1572年になってイエズス会の教会に移されて改葬された。5年ぶりに棺が開かれた際、遺骸は腐敗や欠損が進んでいなかったという証言が残されている。